# Inhambane (provins)

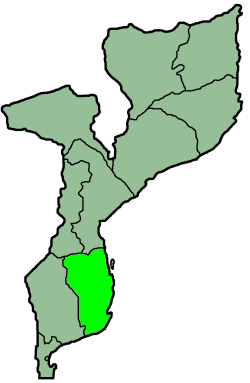
Inhambanes läge i Moçambique utmarkerat med ljusgrönt (andra provinser utmarkerade med linjer).

Inhambane är en provins i sydöstra Moçambique, med kust mot Indiska oceanen. Provinsen har en total area på 68 615 km² och ett invånarantal på 1 267 035 (2007). Huvudstaden är Inhambane, medan den största staden är Maxixe. Bazarutoarkipelagen tillhör provinsen och ligger i den nordöstra delen.

## Administrativ indelning
Provinsen är indelad i tolv distrikt och två städer. 
- Distrikt:
  - Funhalouro, Govuro, Homoine, Inharrime, Inhassoro, Jangamo, Mabote, Massinga, Morrumbene, Panda, Vilankulo, Zavala
- Städer:
  - Inhambane, Maxixe